# Alata (Menaka)
Alata es una comuna o municipio del círculo de Menaka de la región de Gao, en Malí. En abril de 2009 tenía una población censada de 2856 habitantes.
Se encuentra ubicada al este del país, en el desierto del Sahara, junto al wadi Ezgeuret, y cerca de la frontera con Níger.